# Tarragó Ros
Tarragó Ros (Curuzú Cuatiá, 19 de junio de 1923 - Rosario, 15 de abril de 1978), conocido como El Rey del Chamamé, fue un músico y acordeonista de chamamé y música litoraleña de Argentina. Grabó 19 álbumes originales y compuso casi 200 canciones, entre ellas varias incorporadas al cancionero popular de la música litoraleña como "El desconsolado", "Por qué te fuiste", "El prisionero", "Madrecita", "Caña con ruda", "El afligido" y "Villa Constitución", entre otras.

## Biografía
Hijo de un inmigrante español y una criolla correntina, propietarios de una barraca de cueros en la ciudad de Curuzú Cuatiá en la provincia de Corrientes, Argentina.
Aprendió de niño a tocar armónica, piano y acordeón y a fines de la década de 1930 ya integraba conjuntos musicales con su hermano y realizaba giras por la provincia.
El 15 de julio de 1943 publicó bajo su dirección el primer número de la revista Brisas Correntinas, con noticias musicales, letras de canciones y textos humorísticos, con el fin de promover una conciencia alrededor de la música y culturas litoraleñas. Luego de una breve estadía en Buenos Aires, en 1944 formó el conjunto Melodías Guaraníes con el bandeonista Oreste Hernández. Entre 1945 y 1948 reemplazó a Tránsito Cocomarola en el conjunto de Emilio Chamorro.
En 1947 se radicó en Rosario, actuando en La Ranchada, un conocido local musical de Emilio Chamorro y en el Centro Correntino de Rosario. Allí formó su conjunto con Carlos Olmedo, como cantante, Felipe Lugo Fernández, Rómulo Velásquez, Adriana Selva, Edgar Estigarribia y Alonso.
El 25 de octubre de 1954 grabó su primer disco, un simple de 78 RPM, para el sello Odeón, con los temas "El Toro" de Alberto "Cambá" Castillo y "Don Gualberto" tema que le pertenece a Tarrago Ros junto con el guitarrista Lugo Fernández. Desde entonces los discos de Tarragó Ros tuvieron mucho éxito y en 1965 Odeón le entregó un premio como el músico argentino más exitoso en la venta de discos, luego de superar el millón de unidades.
En 1966, su hijo Antonio Tarragó Ros, Antonito, por entonces de 19 años, se integró a su Conjunto como acordeonista. Compuso casi 200 canciones y 20 álbumes. Y en la década de 1960 fue nombrado como El Rey del Chamamé. Falleció de un ataque al corazón en Rosario, el 15 de abril de 1978, a los 54 años de edad.

## Obra

### Álbumes
1. Mis bodas de plata con el chamamé (1961)
2. El Rey del Chamamé (1961)
3. La Fiesta de Chamamé (1962)
4. Corrientes y su Música (1963)
5. Por las Rutas del Chamamé (1963)
6. Esto es Chamamé (1964)
7. Fiesta en el Campo (1965)
8. Chamamés de Oro (1967)
9. Amanecer Campero (1968)
10. Por Dos Hileras (1969)
11. Mensaje de Campo y Cielo (1970)
12. Curuzú Orilla (1971)
13. Mi Disco de Oro (1972)
14. Tengo que volver a mi Pueblo (1973)
15. Adiós Gorgonio!!! (1974)
16. Curuzucuateño Co' Soy Chamigo (1975)
17. Bien de Campo (1976)
18. Los Grandes del Litoral (1976)
19. El Gigante del Chamamé (1977)